# 베타파

베타파

베타파(beta wave) 또는 베타 리듬(beta rhythm)은 12.5~30Hz(초당 12.5~30사이클)의 진동수 범위를 갖는 뇌의 신경 진동(뇌파)이다. 여러 가지 다른 리듬이 공존하며 일부는 억제적이며 일부는 흥분적이다.
베타파는 세 부분으로 나눌 수 있다. 낮은 베타파(12.5~16Hz, "베타 1"); 베타파(16.5~20Hz, "베타 2"); 및 하이 베타파(20.5~28Hz, "베타 3"). 베타 상태는 정상적인 각성 의식과 관련된 상태이다.

## 같이 보기
- 델타파
- 테타파
- 알파파
- 감마파